# 美女と野獣 (ミュージカル)
『美女と野獣』（びじょとやじゅう、Beauty and the Beast）は、アラン・メンケンが作曲、ハワード・アシュマン、ティム・ライスが作詞、リンダ・ウールヴァートンが脚本を担当した、ディズニー・シアトリカル・プロダクションズ製作のミュージカル。1756年のフランスのボーモン夫人作の『美女と野獣』を1991年に映画化した『美女と野獣』を基にしている。残忍で自分勝手な王子が罰で醜い野獣に変えられ、冒険心の強い若い女性であるベルと出会い、自分の城に監禁する。元の人間の姿に戻るにはベルから愛されなければならない。舞台化に際し、7曲の新曲が追加された。1994年から2007年、ブロードウェイで5,461回上演され、ブロードウェイ史上9番目に長いロングラン公演となった。
世界13カ国115都市で上演され、興行収入14億ドルをあげている。高校演劇でも人気の作品となっている。
ディズニー初の劇場ミュージカルとして制作された。
同年のトニー賞では9部門にノミネートされ、ミュージカル衣装デザイン賞を受賞。

## 背景
『ヒューストン・クロニクル』の記事によると、「『ニューヨーク・タイムズ』の劇評家フランク・リッチは映画『美女と野獣』を1991年最高のミュージカルと称賛し、マイケル・アイズナーとジェフリー・カッツェンバーグがリッチのコラムを熟考している頃、シアター・アンダー・ザ・スターズ (ヒューストン)(TUTS)の業務執行取締役のフランク・ヤングはディズニーに『美女と野獣』舞台化を進言しようとしていた。しかしヤングはディズニーで有力な人物になかなか会えなかった。ディズニーの重役が舞台化プロジェクトを開始し、西海岸俳優組合のジョージ・アイヴスにロサンゼルスで新作ミュージカルを上演するのに最適な劇場はどこか尋ねると、アイヴスはTUTSと応えた。その後ディズニーのドン・フランツとベティナ・バックリーはヤングと連絡を取り、提携した」。映画の舞台化において、ロバート・ジェス・ロスが演出、マット・ウエストが振付を行ない、ブロードウェイ進出の際も2人が手掛けた。ただし正式な舞台化の前にディズニーランドの当時ビデオポリスと呼ばれていたステージで上演されていた。
ディズニーの重役の誕生会において映画俳優たちが『美女と野獣』短縮版を演じることとなり、ますます正式な舞台化が現実的なものとなっていった。ペイジ・オハラがベル役にオファーされたが、『南太平洋』オーストラリア公演出演が決まっていたため断った。

## プロダクション
1993年11月28日から12月26日、テキサス州ヒューストンにあるミュージック・ホールにてTUTSとディズニー・シアトリカルのジョイント・プロダクションとして初演された。

### オリジナル・ブロードウェイ・プロダクション
1994年4月18日から1999年9月5日、ブロードウェイのパレス劇場で上演され、11月11日にラント・フォンテーヌ劇場に移行し、11月16日に正式に開幕した。2007年7月29日、プレビュー公演46回、公式公演5,461回上演後閉幕し、ブロードウェイ史上9番目に長いロングラン公演となった(2014年12月現在)。またパレス劇場でもラント・フォンテーヌ劇場でも劇場史上最長のロングラン公演となった。
ロバート・ジェス・ロスが演出、マット・ウエストが振付、ダン・モジカが振付助手を担当した。オリジナル・ブロードウェイ・キャストにはスーザン・イーガンがベル役に、テレンス・マンが野獣役、バーク・モーゼズがガストン役に、ゲイリー・ビーチがルミエール役に、ベス・ファウラーがミセス・ポット役に配役された。映画版で編曲を担当したダニー・トルーブが編曲、スタン・マイヤーが装置デザイン、アン・ヒュード・ウォードが衣裳デザイン、ナターシャ・カッツが照明デザイン、T・リチャード・フィッツジェラルドが音響、デイヴィッド・H・ロウレンス がヘア・デザイン、ジョン・ドッヅが装具を担当した。またジム・スタインマイヤーとジョン・ゴウアンがイリュージョン、タイラー・ワイマーが火気を担当した。
ブロードウェイ公演はディズニーの新作ミュージカル『リトル・マーメイド (ミュージカル)』のため閉幕した。2007年11月3日に『リトル・マーメイド』ブロードウェイ公演が予定され、映画のディズニー・プリンセスがブロードウェイに2人いると競合するため『美女と野獣』は閉幕となったとされる。当時ブロードウェイでディズニー・ミュージカルは『ライオン・キング』、『ターザン (ミュージカル)』、『メリー・ポピンズ (ミュージカル)』の3作が上演されていた。ディズニー・シアトリカルは2008年クリスマス時期に『美女と野獣』再演を計画したが、それ以上進まなかった。

### オリジナル・ロンドン・プロダクション
1997年4月29日、ロンドンのドミニオン・シアターにてウエスト・エンド公演が開幕した。ジュリー・アラナー・ブライトンがベル役、アラスデア・ハーヴェイが野獣役に配役された。バーク・モーゼズがガストン役、デレク・グリフィスがルミエール役、メアリー・ミラーがミセス・ポット役、ノーマン・ロシントンがモーリス役、バリー・ジェイムスがコグスワース役、ディ・ボッチャーがタンス夫人、リチャード・ゴントレットがルフウ役、レベッカ・ソーンヒルがバベット役に配役された。
著名な代役にはミシェル・ゲイル、アナリン・ビーチーがベル役、ジョン・バロウマン、アール・カーペンターが野獣役、アレックス・ボーンがガストン役、ビリー・ボイル、テリー・ドイルがモーリス役に配役された。1999年12月11日に閉幕した。
1998年、『Enter the Guardsman 』、『The Fix 』、『Lady in the Dark 』を制し、ローレンス・オリヴィエ賞新作ミュージカル賞を受賞した。

### 全国ツアー
全米ツアー公演は3回行われている。第1回全米ツアーは1995年11月15日から1999年に行なわれ、キム・ヒューバーがベル役、フレッド・インクリーが野獣役に配役された。第2回全米ツアーは1999年から2003年に行なわれ、スーザン・オウエンがベル役、グラント・ノーマンが野獣役に配役された。第3回全米ツアーは2001年から2003年に行なわれ、ジェニファー・シュレイダーがベル役、ロジャー・ビフィラーが野獣役、マーク・G・ダリオがガストン役に配役された。著名な代役にはサラ・リッツシンガー、エリン・ディリー、ダニエル・ボザートがベル役に配役された。3回のツアーで全米90都市137施設を訪れ、アメリカおよびカナダの約550万人が観劇した。第4回全米ツアーは2010年2月にロードアイランド州プロビデンスで開幕し、リズ・シャイヴナーがベル役、ジャスティン・グレイサーが野獣役に配役された。ブロードウェイ公演の製作チームにより全て新しい装置および衣裳で上演されている。
1999年にウエスト・エンド公演が閉幕し、2001年11月2日、リヴァプールのエンパイア・シアターで全英ツアーが開幕し、ブリストル、バーミンガム、ダブリン、サウサンプトン、マンチェスターなどで上演し、2003年4月12日、エディンバラのプレイハウス・シアターで閉幕した。アナリン・ビーチーがベル役、アリステア・ロビンズが野獣役、ベン・ハーロウがガストン役、ジュリア・ゴスがミセス・ポット役、スティーブン・マシュウズがルミエール役、バリー・ジェイムズがコグスワース役、ビリー・ボイルがモーリス役、カレン・デイヴィスがタンス夫人役、ケイト・グラハムがバベット役、アンソニー・クレッグがルフウ役、オリヴァー・テイラーとシオン・アイフィオンがチップ役に配役された。著名な代役にはダイアン・ピルキントンがベル役、アレックス・ボーンが野獣役、アール・カーペンターがガストン役、マリリン・カッツがポット夫人、リチャード・テイトがモーリス役、ドリュー・ヴァーリーがルフウ役に配役された。

### 他のプロダクション
ロサンゼルス
1995年4月12日から1996年9月29日、シュバート・シアターでロサンゼルス公演が上演された。スーザン・イーガン、テレンス・マン、ゲイリー・ビーチ、ベス・フォウラー、バーク・モーゼズ、トム・ボズリーなどブロードウェイ公演出演者のほとんどがロサンゼルス公演で再演した。著名な代役にはジェイムズ・バーバーが野獣役に配役された。世界中で上演されている『美女と野獣』の中でも最大の舞台装置とされている。閉幕後、舞台装置は1997年のメキシコシティ公演に移行された。
カナダ
1995年8月8日から1998年、プリンス・オブ・ウェールズ・シアターでトロント公演が上演された。ケリー・バトラーがベル役、チャック・ワグナーが野獣役、テリー・ドイルがモーリス役に配役された。著名な代役にはメリッサ・トムソンがベル役、スティーヴ・ブランチャードが野獣役に配役された。ネプチューン・シアターで上演されたハリファックス公演は劇場史上最長ロングラン公演となった。
イギリス
2012年2月8日から11日、ウォーウィック・アーツ・センターで上演された。

### 海外プロダクション
アルゼンチン、オーストラリア、オーストリア、ベルギー、ブラジル、カナダ、中国、エジプト、フィンランド、フランス、ドイツ、ギリシャ、ハンガリー、インド、インドネシア、アイルランド、イタリア、日本、レバノン、メキシコ、オランダ、ノルウェー、フィリピン、カタール、ルーマニア、ロシア、シンガポール、南アフリカ、韓国、スペイン、台湾、タイ、トルコ、アラブ、イギリス、アメリカ合衆国を含む30カ国以上で上演されている。世界中で3,500万人以上が観劇し、17億ドル以上をあげた。
1995年7月15日、メルボルンのプリンセス・シアターにてオリジナル・オーストラリア公演が開幕し、その後シドニーに移行した。オリジナル・オーストラリア・キャストにはマイケル・コーミックが野獣役、レイチェル・ベックがベル役、ヒュー・ジャックマンがガストン役、アーニー・ボーンがモーリス役に配役された。
1995年、劇団四季で開幕し、各地で公演されている。詳細を「#日本での上演」に示す。
1997年12月から2000年12月22日、パラディアム・シアターにてシュトゥットガルト公演が上演された。Leah Delos Santos がベル役、Uwe Kröger が野獣役、Marc G. Dalio がガストン役に配役された。
1999年、中国で開幕した。
2005年6月16日、Meralco Theater にてフィリピン公演が開幕した。アトランティス・プロダクションのプロデュースによりKC Concepcion とKarel Marquez のダブル・キャストでベル役、Jett Pangan が野獣役、Calvin Millado がガストン役に配役された。
1998年11月26日から1999年8月15日、アルゼンチンのブエノスアイレスにあるテアトロ・オペラにて南アフリカ初演が行われた。Marisol Otero がベル役、Juan Rodó が野獣役、Diego Jaraz がガストン役、Gustavo Monje がルフウ役、Pablo Lizaso がルミエール役、Mónica Nuñez がミセス・ポット役、Omar Pini がコグスワース役、Alejandra Radano がバベット役、Rodolfo Valss がモーリス役に配役された。その後2010年に再演された。2002年、ブラジルが南アフリカ2カ国目の上演国となった。アルゼンチン公演成功後の1999年にディズニーがこの計画を立てたが、周囲はブラジルでの成功は懐疑的であった。3年後、ついにブラジル最大の劇場の1つであるテアトロ・アブリルにて開幕し、大ヒットして1年半以上上演した。Kiara Sasso がベル役、Saulo Vasconcelos が野獣役に配役された。2009年の6ヶ月間、同劇場で再演された。Sasso は『サウンド・オブ・ミュージック』にマリア役で出演中だったため、Lissah Martins がベル役、Ricardo Vieira が野獣役に配役された。『ミス・サイゴン』ブラジル公演での損失を回収するためこの再演が行われたが、批評家の評判を得ることができなかっただけでなく、興行収入でもふるわなかった。
スペインではこれまで3つのプロダクションの公演が上演されている。1つめのプロダクションは1999年12月2日、マドリードのTeatro Lope de Vegaにて、オリジナル・ブロードウェイ・プロダクションを基にした公演が上演された。オリジナル・キャストにはXenia Reguant (のちにJulia Möller に交代)がベル役、カルロス・マリン(のちにJoe Luciano に交代)が野獣役、Lisardo Guarinos (のちにManuel Bandera に交代)がガストン役、Víctor Ullate Roche がルフウ役、Germán Torres がルミエール役、Kirby Navarro がミセス・ポット役、David Venancio Muro がコグスワース役、Dulcinea Juárez がバベット役、Laura Inclán がタンス夫人役、Miguel de Grandy がモーリス役に配役された。27ヶ月900回上演後、2002年3月3日に閉幕し、マドリード最長ロングラン・ミュージカルとなった。2つめのプロダクションは2007年10月3日、ステージ・エンタテイメントのプロデュースにより、マドリードのテアトロ・コロシアムにて6ヶ月の予定で開幕したがヒットしたため閉幕は延期となった。オリジナル・キャストには再演のJulia Möller (のちにMaría Adamuz と交代)がベル役、David Ordinas が野獣役、Pablo Puyol がガストン役、Raúl Peña がルフウ役、Armando Pita がルミエール役、Angels Jiménez (のちにRita Barber と交代)がミセス・ポット役、Esteban Oliver がコグスワース役、Silvia Luchetti がバベット役、María José Oquendo がタンス夫人役、Lorenzo Valverde がモーリス役に配役された。2009年1月11日に閉幕し、バルセロナに移行して2月26日から2010年1月10日までBTMにて上演された。変更されたキャストにはMercè Martínez がミセス・ポット役、Marta Capel がバベット役、Patricia Paisal がタンス夫人役、Albert Muntanyola がモーリス役に配役された。3つめのプロダクションは2012年9月6日、バリャドリッドからステージ・エンタテイメントによりツアー公演が開始した。オリジナル・キャストにはTalía del Val がベル役、Ignasi Vidal が野獣役、Daniel Diges がガストン役、Raúl Peña がルフウ役、Diego Rodríguez がルミエール役、Mone がミセス・ポット役、Frank Capdet がコグスワース役、Marta Capel がバベット役、Eva Diago がタンス夫人役、R. del Portal がモーリス役に配役された。
2005年、ディズニーおよびステージ・エンタテイメントは新たな舞台装置および衣裳の『美女と野獣』をプロデュースした。オランダ・ツアー公演とベルギーのアントワープでの公演後、ディズニーおよびステージ・エンタテイメントはオーバーハウゼンにあるメトロノム・シアターで約1年上演し、2006年、ドイツのベルリンで上演した。2007年、スペインのマドリード、2009年、イタリアのミラノにて、アリアナがベル役、マイケル・アルテリが野獣役で上演された。ブロードウェイ・プロダクションは2007年9月からメキシコシティ、2008年2月から広島県、9月から2009年3月、南アフリカで上演された
。2004年、ディズニーは他のカンパニーのツアー公演のため上演を許可制にし、多くの国でプロアマ問わず上演されている。
2013年10月24日、フランスのパリにあるThéâtre Mogador での公演が開幕した。
2014年10月からディズニー・シアトリカル・プロダクション、NETワークス、ブロードウェイ・エンタテイメント・グループは『美女と野獣』20周年記念世界ツアーを開始した。トルコのイスタンブールにあるZorlu Center で開幕し、トルコ、アラブ、ギリシャ、イタリア、フィリピン、タイ、シンガポール、インドネシア、中国、台湾、エジプト、レバノン、ルーマニア、カタールで上演し、2016年1月、ドバイ世界貿易センターで閉幕した。
2015年12月、オランダのデン・ハーグにあるサーカスシアターにて再演された。

### アマチュア・プロダクション
ジョセフ・ワインバーガー社との提携により上演権がアマチュア劇団や市町村ミュージカル団体にも与えられるようになった。プロアマ問わず世界中の多くの国で上演されている。

## あらすじ

### 第1幕
寒い冬の夜、物乞いの老女が若い王子所有の壮麗な城にやってくる。老女は寒さをしのぐため一夜の宿泊を求め、代わりに1輪の薔薇を贈ると語るが、王子は老女の外見だけで判断して無慈悲に追い出す。老女は本当の美しさは内面に宿り外見に惑わされるべきではないと警告するが、再び追い立てられる。彼の醜い心を感じた老女は美しい魔女に変身し、王子を醜い野獣に、王子の召使いたちを家具など調度品に変身させる。魔女は野獣にタイムリミットを知らせるバラを授ける。この魔法を解くには、最後の花びらが落ちる前に他者を愛することを学び、相手からも愛されることしかない("Prologue")。
10年後のある朝、若く美しいベルが地元の書店で本を買おうと街へ向かう。近隣の住民たちはベルを比類なき美人と評するが、ベルは本の中にあるような冒険に満ちた世界に住むことを願うほどの本の虫である(“Belle”)。地元の猟師で英雄とされているガストンはベルに惹かれているが、美しさにのみ気を取られ、ベルの知性には気付かない。
しかしベルは見た目に関する言葉を全く気にしない。ベルは風変わりな発明家である父モーリスのことを心配している。モーリスは、ベルは決して変わり者ではないと思っている("No Matter What")。2人はモーリスの発明品の製作を終え、モーリスはベルが編んだマフラーを巻いて発明フェアに向かう("No Matter What (Reprise)")。森の中でモーリスが道に迷っていると狼に囲まれ、逃げている間にミステリアスな城を見つけて入る。城の使用人には燭台に変身させられた給仕頭ルミエール、時計に変身させられた執事コグスワース、はたきに変身させられつつもセクシーさが残るバベット、ティーポットに変身させられたメイド頭ミセス・ポット、その息子チップなどがいる。彼らはモーリスを歓迎するが、恐ろしい野獣がやってきてモーリスを不法侵入の罪で地下牢に閉じ込める。
町ではガストンがベルに求婚するが、ベルは丁寧に断る("Me")。ガストンのしつこさに嫌気がさし、ここでの生活から逃れなくてはと再度誓う("Belle (Reprise)")。ガストンの手下ルフウがベルの手編みのモーリスのマフラーをして森から戻ってくる。ベルは父が危険に晒されていると気付き、父を探しに森へ入る。ベルは城に着き、父が地下牢に囚われているのを発見する。ベルは野獣に、モーリスを解放する代わりに自分が残ると持ちかける。野獣はこれを了承し、モーリスは別れを告げる間もなく町に返される。ベルには客間が与えられ、野獣に夕食を共にするよう申し付けられる。ベルは自分の状況を嘆く("Home")が、ミセス・ポットとオペラが得意なタンス夫人がベルを励ます("Home (Reprise)")。
町のバーにて、ガストンは妻となるべき女性がいなくなり不機嫌であり、ルフウとバーの客たちはガストンを励ます("Gaston")。モーリスが駆け込んできてベルが野獣に捕らわれたと主張するが誰も本気にせず笑い飛ばす中、ガストンは救出計画を練る("Gaston (Reprise)")。城ではベルがディナーにまだ来ないため野獣は不満を募らせる。ベルと野獣は口喧嘩をしてベルが勝ち、コグスワースはベルが来るのを拒否していると告げ、野獣はベルに自分と共に食事をしないのであれば何も食べさせないと語る。野獣は不機嫌になり、自分は魔法が解けない運命なのだと嘆く("How Long Must This Go On?")。ベルは空腹に耐えかね思い切ってキッチンに行くと、使用人たちは野獣の言い付けを無視してベルに食事を与える。彼らは素晴らしいショーでベルをもてなす("Be Our Guest")。
食事後ベルはコグスワースとルミエールから城の中を案内してもらい、入るのを禁じられていた西翼に好奇心が抑えられずに入ってしまう。ガラス鐘の中に浮かぶミステリアスなバラに魅了されて触れようとするが、直前で野獣に止められ、その過程でベルを押しのけてしまう。命の危険を感じたベルは城から逃げ出す。大きな過ちに気付いた野獣は、人を愛することを知らずに自分は永遠にモンスターのままなのだろうと思う("If I Can't Love Her")。

### 第2幕
森の中でベルは狼に襲われ、野獣が助けてくれたがその争いの中で野獣は怪我をして倒れてしまう("Entr'acte/Wolf Chase")。ベルは家に帰らずに城に戻って野獣の手当てをする。どちらが悪いのか口論した後、野獣はベルの気遣いに感謝して互いに友情が芽生える。野獣はベルへの感謝の気持ちを伝えるため広い図書室を与え、ベルは大喜びする。ベルが野獣の性格を見直すと同時に、使用人たちはベルと野獣の関係性が変わってきているのを感じる("Something There")。使用人たちは人間に戻ることを望み("Human Again")、その夜ベルは夕食を野獣と共にする。
村ではガストンが精神病院所有者ムッシュ・ダルクに会う。2人はベルがガストンと結婚するよう脅すためモーリスを捕らえる計画と立てる("Maison des Lunes")。城では野獣とベルが素晴らしいディナーを楽しく過ごし、ボールルームでダンスする("Beauty and the Beast")。その後、愛を伝えようとした野獣はここにいて幸せか尋ねると、ベルは好意的な返事をするが、それでも父に会えず寂しいと語る。野獣は魔法の鏡でベルに父の姿を見せる。ベルはモーリスが病気にかかり森で道に迷い、命の危険が迫っている様子を鏡越しに見てしまう。野獣は最後のバラの花びらが落ちるまであと数時間しかないことを知っていたが、ベルが帰宅して父の面倒を見ることに同意する。ベルは涙を流して別れを告げ出て行く("If I Can’t Love Her (Reprise)")。
ベルは父を見つけ、村の家に連れ戻る。ベルは父の看護をし、野獣と共に過ごしていた時のことを話す("A Change in Me")。ガストンは人々を率いてモーリスを精神病院に連れて行こうとする。ベルは魔法の鏡を使って野獣が実在することを町人たちに見せて父は正気であることを証明しようとする。町人たちは野獣を恐れるが、ベルは野獣は優しいと語る。ガストンはベルが野獣に惹かれていることを感じ取り、人々を率いて野獣を殺しに行く("Mob Song")。
城では使用人たちが人々を阻止しようとするが、ガストンはそれを突き破って塔にいる野獣を見つける。ガストンは野獣に戦いを挑み、無慈悲に殴り嘲る("Battle")。野獣はベルが去ったことで生きる望みを失っていた。ガストンが最後の一撃を加えようとした時、ベルが到着する。野獣はすぐにガストンに反撃し、殺そうとするが、野獣はガストンの目に怯えが見えてやめる。野獣とベルは再会するが、ガストンが短刀で野獣の背中を刺す。この拍子にガストンは足を踏み外し落下して亡くなる。
バルコニーでベルは野獣が生き延びることを望むが、ベルにはどうすることもできない。ベルはずっと野獣と共に生きていたいとして自分を残して行かないでほしいと願う("End Duet")。しかし野獣は亡くなり、ベルは野獣の体にすがってむせび泣き、バラの最後の花びらが落ちる寸前にベルは野獣に愛を告げる。変化が起こり("Transformation")、野獣は元の人間の姿に戻り生き返る。最初ベルはそれが誰かわからなかったが、野獣と同じ瞳をしていることに気付き2人はキスをする。人は愛によって変われると歌い、ボールルームにて人間の姿に戻った使用人たちと共に踊る("Beauty and the Beast (Reprise)")。

## 登場人物
野獣/王子
思いやりに欠けた王子で、恐ろしい野獣に変身させられる。短気で傲慢だが、獰猛な外見の奥底には温かい心や愛を持っている。人間時は少しワイルド系な王子様。
ベル
本作の主人公。明るく知的な若く美しい女性で、田舎の生活を抜け出したいと願う。
モーリス
ベルの愛する父で風変わりな発明家。
ガストン
この物語の敵役。虚栄心が強く、傲慢で力と銃の腕が自慢のナルシストでとても頑健な悪役だがベルと結婚したがっている。しかしベルは彼の性格に嫌気がさしており、田舎村を抜け出したい原因の一つになっている。
ルフウ
ガストンのドジな手下。歯がかけた小太りの男。
ルミエール
フランス人の上品で気さくで陽気な給仕頭で蝋燭つきの燭台に変身させられる。人間時は白髪の優しげな長身男性。
コグスワース
生真面目な口煩い執事で太い壁掛け時計に変身させられる。人間時はカツラを被った、ヒゲが特徴の少しふくよかな中年男性。
ミセス・ポット
温かく母性のあるメイド頭でティーポットに変身させられる。チップの母親。人間時はプラチナブロンドに近い髪色の優しげな中年女性。
バベット
生意気でセクシーなルミエールの彼女で彼の気を惹こうとするメイド。羽はたきに変身させられる。人間時は大きめの羽はたきを片手に持っている長スカートのメイドの女性。
タンス夫人
元有名なオペラ歌姫で城の着付け係。タンスに変身させられる。オペラ歌手の癖が抜けないのか、歌は元より普段の喋り口調もオペラ調。尚、今現在のオペラの歌唱力は未知数。名前はマダム・デ・ラ・グランデ･ブーシェ。人間時はドレスを着飾ったふくよかな中年女性。
ムッシュ・ダルク
ガストンの協力者で気味の悪い狡猾な地元精神病院「メゾン・ド・ルーン」所有者。
チップ
ミセス・ポットの息子でふちの欠けたティーカップに変身させられる。人間時は可愛らしい少年。
アンサンブル
ガストンのファン、家具に変身させられた城の住人、町の住人、タヴァーンの客、野獣を襲う人々など。

## 映画版との違い
- 映画冒頭、魔女が魔法をかけたバラは野獣21歳の誕生日まで咲き続けることになっているが、舞台版では何年も咲き続けることになっている。
- オープニングの曲『Belle 』において、映画版では羊の群れが通り過ぎる中、噴水に座ってお気に入りの本について歌うが、舞台版では近くの町人の腕を掴んで本を見せる。
- ガストンがベルの家に向かう途中、3人の若い町娘がベルではなく3人のうち1人を選んでほしいと語るが、ガストンはうぬぼれてベルと結婚した後なら誰とでも付き合うと語る。
- ベルの家の前庭で洗濯物を干そうとすると、ガストンはベルにプロポーズする。ベルが家の中に入るまで村人たちはおらず、ガストンの屈辱は誰も目撃していない。
- 馬のフィリップは出てこない。ベルが編んだモーリスのマフラーは発明フェアに向かう時のお守りとなった。モーリスが野獣に囚われた後、マフラーは森の中で、ベルと結婚式を挙げるつもりのガストンに鹿猟に行かされたルフウに発見され、ルフウはそれを誰の物か知らずに身につけて町に戻る。これを見たベルが父の失踪を知り、徒歩で森に向かう。
- モーリスの薪割り機は地下ではなく、発明フェアに向かう際に馬のフィリップの代わりに使用する自転車のような機械の後ろにある。
- 『Gaston 』の曲で村男の多くの旋律をルフウが歌う。
- 映画では名が明かされていないが、はたきに変身させられた者の名はバベットである(ただし続編の1つではフィフィという名になっている)。役柄が拡大した関係上、人間時の姿もあり、大きな羽はたきをもった長スカートのメイド姿をしている。
- 映画では名が明かされていないが、ベルの部屋のタンス夫人の名はMadame de la Grande Bouche(マダム・デ・ラ・グランデ ブーシェ)であり、以前はオペラの著名な歌姫であったとされる。バベット(羽はたき)同様に人間時の姿もあり、ドレスを着飾ったふくよかなおばちゃんである。
- スツールに変身させられる犬は登場しない。
- ティーカップに変身させられるチップは演じる上で不都合が生じるため役柄が縮小された。ティーカップ型のヘルメットを被り、台車型のテーブルの上から顔だけを出している。
- ルフウ、ムッシュ・ダルク、バベット、タンス夫人の役柄は映画より拡大された。
- ベルと野獣が夕食を共にするかどうかで口論するシーンは寝室の中ではなく、ドアが閉められ外側で行われる。
- 『Be Our Guest 』のシーンにおいて、ベルはただ席について見ているのではなく、ルミエールら食器たちのダンスに参加する。
- 変身のシーンはやや変更された。映画版では完全に変身するが、舞台版では徐々に変身させられることにルミエール、コグスワース、ミセス・ポット、バベット、タンス夫人は幾つかのパートで嘆き(タンス夫人は自虐笑いも)、使用人の一部はすでに完全に変身してもはや言葉を失い口もきけず、目も見えず耳は聞こえず、動けない様子を見て自分たちもいつかこうなると恐れる。
- 野獣以外の変身させられた人物は魔法がかけられた初期段階と後半では変化が進んでいる状態になって違いが出ており、ルミエールやコグスワースは髪(コグスワースは帽子含め)がそれぞれ蝋燭や時計の一部になり、ポット夫人は帽子がポットの蓋に変化し、タンス夫人はよりタンス姿になり、バベット(羽はたき)はスカートから足にかけてのみがはたきだったのが両手もはたきになる。
- ベルが西翼を探検した後、ルミエールとコグスワースは城内を案内し、野獣はお盆にのせた食事をベルの部屋に運ぶが、ベルの野獣に対する嫌悪感を聞いてしまったため怒りと不機嫌さでお盆を投げ捨てる。
- ベルが野獣に文字の読み方を教えるシーンは映画版では少ししか出てこないが、舞台版では拡大されている。また映画版の本は『ロミオとジュリエット』だが、舞台版では『アーサー王』である。
- 『The Mob Song 』の間、ベルとモーリスは地下に閉じ込められておらず、ベルは怒りの村民たちに先回りしようしてこっそり城を抜け出るが、心配したモーリスは共に向かう。
- 屋根の上での戦いの間、ベルはガストンと野獣よりも下の位置におり、バルコニーから手を伸ばすのではなく叫ぶ。
- 村人が城に強襲したシーンで、映画でポット夫人が村人に熱湯をかけて倒すシーンが演出上無くなった代わりに、チップが頭から霧の紅茶を吹きかけてからポット夫人が注ぎ口になった腕で村人の胸元を裏拳の要領ではたき倒す。
- 村人が城に強襲したシーンで、映画でタンス夫人が村人を扉や引き出しで殴って昏倒させたり、身体で押しつぶしたり、タンスの中に閉じ込めてドレスアップさせるといったシーンが演じる都合により一切無くなった代わりに、バイキングヘルメットを被り、槍っぽい武器を構えて、オペラ調に声を張り上げてから村人らに立ち向かっていく。
- 村人が城に強襲したシーンで、バベット(羽はたき)が追いかけられるも、お色気で村人を誘惑、こっそり後ろから来たルミエールが村人の尻に火をつける。
- ガストンは野獣の背中を1度ではなく何度も刺した後、バランスを崩す。
- 人間に戻った際、ポット夫人は映画では白髪だが、こちらではプラチナブロンド系であり、息子のチップも映画ではブロンドだがこちらでは赤毛で髪を後ろで結んだ(他年度もキャスト子役で髪色や髪型が異なる)姿になっている。

## 使用楽曲
| 第1幕 - Overture*# — オーケストラ - Prologue — オーケストラ - Belle — ベル, ガストン, ルフウ, シリー・ガールズ, アンサンブル - No Matter What*# - モーリス, ベル - No Matter What [Reprise]/Wolf Chase*# — モーリス - Me*# — ガストン - Belle (Reprise) — ベル - Home* — ベル - Home (Reprise)* — ミセス・ポット - Gaston† — ルフウ, ガストン, シリー・ガールズ, アンサンブル - Gaston (Reprise)† — ガストン, ルフウ - How Long Must This Go On?*# — 野獣 - Be Our Guest† — ルミエール, ミセス・ポット, カンパニー - If I Can't Love Her*# — 野獣 | 第2幕 - Entr'acte/Wolf Chase* — オーケストラ - Something There — ベル, 野獣, ルミエール, ミセス・ポット, コグスワース - Human Again*‡ — ルミエール, タンス夫人, コグスワース, ミセス・ポット, バベット, チップ, 変身させられた者たち - Maison Des Lunes*# - ガストン, ルフウ, ムッシュ・ダルク - ビューティー・アンド・ザ・ビースト Beauty and the Beast — ミセス・ポット - If I Can't Love Her (Reprise)*# — 野獣 - A Change in Me*§# — ベル - The Mob Song — ガストン, アンサンブル - The Battle* - カンパニー - Home (Reprise II)* — ベル - End Duet/Transformation* — 野獣, ベル - Beauty and the Beast (Reprise) — カンパニー - Be Out Quest (Reprise) - カンパニー |

* 新曲またはインストゥルメンタル
† アシュマンにより歌詞がカットされた、またはグレン・ケリーによりダンス・アレンジされた、あるいはその両方によりヴォーカルまたはインストゥルメンタル部分を拡大した。
‡ 『Human Again 』はメンケンとアシュマンにより映画版に作曲されたがタイムラインにそぐわないとしてカットされた。しかしブロードウェイ版で使用されて舞台版が成功し、ブロードウェイ版を基にしたアニメ続編ではこの曲が使用され、2002年のDVDスペシャル・エディションにも収録された。
§ 1998年、トニー・ブラクストンのブロードウェイ・デビューに合わせ『A Change in Me 』が作曲され、その後も使用されている。
# ジュニア・ブロードウェイ公演では使用されない。

### 楽器編成
著作権管理団体ミュージック・シアター・インターナショナルは2種類の編成を提示している。
メインの編成はオリジナル・ブロードウェイ編成を基にしている。シンセサイザー3、ドラムセット1、パーカッション・セクション1、コントラバス1、木管楽器3、F管フレンチホルン3、B♭トランペット2、トロンボーン1、他にヴァイオリン、チェロ、ハープのスコアがある。第1木管奏者はフルートとピッコロ、第2木管奏者はイングリッシュ・ホルンとオーボエ、第3木管奏者はクラリネット、バス・クラリネット、フルートを演奏する。トロンボーン奏者はバス・トロンボーン、チューバも演奏する。
オリジナル・ブロードウェイ編成は2人の木管奏者が追加される。第1木管奏者はフルートとピッコロ、第2木管奏者はオーボエとイングリッシュ・ホルン、第3木管奏者はピッコロ、フルート、B♭クラリネット、第4木管奏者はピッコロ、フルート、クラリネット、B♭クラリネット、第5木管奏者はバスーンとコントラバスーンを演奏する。これらに含まれないリード楽器はシンセサイザーで演奏される。
小編成ではシンセサイザー2、パーカッション・セクション1、コントラバス1、木管楽器3、トランペット1、フレンチ・ホルン1、ヴァイオリン1、チェロ1である。

## 出演者
オリジナル・ブロードウェイ・キャスト
- ベル – スーザン・イーガン
- 野獣 – テレンス・マン
- ルミエール - ゲイリー・ビーチ
- コグスワース - ヒース・ランバーツ
- ミセス・ポット - ベス・ファウラー
- ガストン – バーク・モーゼズ
- ルフウ - ケニー・ラスキン
- チップ – ブライアン・プレス
- バベット - ステイシー・ローガン
- タンス夫人 – エレノア・グロックナ
- モーリス - トム・ボズリ
- ムッシュ・ダルク – ゴードン・スタンリー
- シリー・ガールズ - ペイジ・プライス、サラ・ソリー・シャナン、リンダ・タルコット

ブロードウェイ・キャストの著名な代役
- 野獣: チャック・ワグナー (1997年–1998年), ジェイムズ・バーバー (1998年–1999年), ジェフ・マカーシー (1995年-1997年 & 2004年), スティーヴ・ブランチャード (ブロードウェイ公演最終8年間)
- ベル:  サラ・ユリアート・ベリー (1995年–1996年, 2006年), ケリー・バトラー (1996年–1997年), デボラ・ギブソン (1997年–1998年), トニー・ブラクストン (1998年–1999年; ブロードウェイ公演ベル役初のアフリカ系アメリカ人), アンドレア・マカードル (1999年–2000年), サラ・リッチンガー (2000年–2002年, 2003年 & 2006年), ジェイミー・リン・サイラー (2002年–2003年, ブロードウェイ・デビュー), メーガン・マギニス (2003年–2004年), クリスティ・カールソン・ロマノ (2004年), アシュリー・ブラウン (2005年–2006年, ブロードウェイ・デビュー), アネリス・ヴァンダ・ポール (2007年, ブロードウェイ・デビュー, 閉幕まで)。これまで17名がブロードウェイ公演ベル役を演じ、リッチンガーの配役期間が最長となった[18]。
- ガストン: マーク・カディッシュ (1995年), スティーヴ・ブランチャード (1997年 – のちに野獣役), クリストファー・シーバー (2001年), ダニー・オズモンド (2006年 & 閉幕公演)
- ルミエール: リー・ロイ・リームス (1995年), メシャック・テイラー (1998年–1999年, ブロードウェイ・デビュー), ポール・シューフラー (2001年),[19] ブライアン・バット (2001年–2002年), パトリック・ペイジ (1999年–2001年 & 2003年), ジェイコブ・ヤング (2006年, ブロードウェイ・デビュー), ジョン・タータグラ (2006年–2007年), デイヴィッド・デヴリス (閉幕公演)
- コグスワース: ジョナサン・フリーマン (2006年–2007年)
- バベット: アン・マンドレラ (2007年、閉幕公演)
- チップ: アダム・ワイリー(1999年、練習のTV取材時も)、ニック・ジョナス (2002年), ジェレミー・バーグマン (2002年–2003年), トレヴァー・ブラウン (チップ役最長出演), ハリソン・チャド, ヘンリー・ホッジス, アンドリュー・キーナン・ボルガー[20]

## キャスト・レコーディング
1994年4月26日、オリジナル・ブロードウェイ・キャスト・レコーディングがリリースされた。このCDにはベル役にスーザン・イーガン、野獣役にテレンス・マン、ガストン役にバーク・モーゼズ、ルミエール役にゲイリー・ビーチ、ミセス・ポット役にベス・ファウラーが登場している。
1995年、オリジナル・オーストラリア・キャスト・レコーディングがリリースされた。ベル役にレイチェル・ベック、野獣役にマイケル・コーミック、ガストン役にヒュー・ジャックマン、モーリス役にアーニー・ボーン、タンス夫人役にトニ・ラモンド、ルミエール役にグラント・スミス、ミセス・ポット役にロビン・アーサー、コグスワース役にバート・ニュートンが登場している。
1996年、オリジナル・ウィーン・キャスト・レコーディンスがリリースされた。野獣役にイーサン・フリーマン、ベル役にキャロライン・ヴァチェック、ガストン役にケヴィン・タート、ルミエール役にヴィクター・ガーナット、バベット役にアン・マンドレラ、ミセス・ポット役にロジータ・ミュウスが登場している。
1997年、オリジナル・ロンドン・キャスト・レコーディングがリリースされた。ベル役にジュリー・アラナー・ブライトン、野獣役にアラスデア・ハーヴェイ、ガストン役にバーク・モーゼズ、ルミエール役にデレク・グリフィス、ミセス・ポット役にメアリー・ミラーが登場している。
1998年、オリジナル・シュトゥットガルト・キャスト・レコーディングがリリースされた。野獣役にUwe Kroger、ベル役にLeah Delos Santos、バベット役にアン・マンドレラが登場している。
1999年、オリジナル・マドリード・キャスト・レコーディングがリリースされた。ベル役にXenia Reguant、野獣役にカルロス・マリン、ガストン役にLisardo Guarinos、ルフウ役にVíctor Ullate Roche、ルミエール役にヘルマン・トーレス、コグスワース役にDavid Venancio Muro、ミセス・ポット役にKirby Navarroが登場している。2008年5月に新たなプロダクションによる第2版がリリースされ、ベル役にJulia Möller、野獣役にDavid Ordinas、ガストン役にPablo Puyol、ルフウ役にRaúl Peña、ルミエール役にArmando Pita、コグスワース役にEsteban Oliver、ミセス・ポット役にAngels Jiménezが登場している。

## 日本での上演
- 1995年、劇団四季によって日本語版が初演。東京と大阪で同時にロングラン公演を行う。
- 2010年11月 - 劇団四季による上演が15周年を達成。9都市での公演で、総公演回数は3800回、累計観客動員数は370万人以上を記録[21]。
- 2014年10月4日の昼公演をもって通算公演回数が5000回[22]。
- 2022年10月23日から東京ディズニーリゾート（千葉県浦安市）内の多目的ホールである舞浜アンフィシアターにて上演することを2021年12月に発表した。劇団四季はこれまでに7作品のディズニーミュージカルを上演しているが、同リゾート内で上演するのは本作品が初めてとなる[23][24]。

### 主要キャスト
ベル - 堀内敬子、井料瑠美、坂本里咲、野村玲子、五東由衣、井上智恵、濱田めぐみ、沼尾みゆき、木村花代、西珠美、鳥原ゆきみ、高木美果、宮田愛、秋本みな子、苫田亜沙子、平田愛咲、井上希美、五所真理子、平木萌子、藤原遥香
野獣   - 芥川英司(現 鈴木綜馬)、荒川務、石丸幹二、金森勝、佐野正幸、柳瀬大輔、飯田洋輔、福井晶一、中井智彦、北澤裕輔、田邊真也、沢木順、清水大星、金本泰潤、小林唯、飯田達郎、佐久間仁
モリース - 日下武史、松下武史、林和男、石波義人、種井静夫、菊池正、澁谷智也
ガストン - 今井清隆、早川正、野中万寿夫、田島享祐、金久烈、新木啓介、深水彰彦、吉原光夫、髙橋基史、酒井康樹
ルミエール - 青山明、澁谷智也、下村尊則、道口瑞之、光枝明彦、百々義則、丹下博喜、岩城雄太、大木智貴、岩崎晋也、白石拓也、田邊真也
ルフウ - 遊佐真一、江上健二、明戸信吾、赤間清人、中嶋徹、布施陽由、村山剛、山本道、肥田晃哉、安田楓汰
コッグスワース  - 青木朗、吉谷昭雄、青羽剛、池田英治、小林アトム、吉賀陶馬ワイス、雲田隆弘、村俊英
ミセス・ポット - 奥田久美子、志村幸美、末次美紗緒、竹原久美子、鄭雅美、早水小夜子、織笠里佳子、遠藤珠生、岩本潤子、横山幸江、潮崎亜耶、森川温子、戸田愛子
タンス夫人 - 八月真澄、武木綿子、竹原久美子、戸田愛子、秋山知子、織笠里佳子、大和貴恵、菊池華奈子、倉斗絢子、原田真理
チップ - (子役)安部有哉、相ヶ瀬龍史、海宝直人、伊藤綾祐、ウエンツ瑛士、豊永利行、山内翼、武田克己、竹田諒大、山脇孝志、久下ハインツ倫生、浅野花、秋山紘大、田中悠翔、芹澤奈夏、佐久間百花
　　　　　:　(女優)玉石まどか、牧野友紀、川良美由紀、岸本美香、伊藤綾那、渋谷陽香

### 劇団四季公演日程
- 1995年11月24日 - 1998年3月21日：赤坂ミュージカル劇場（東京初演）
- 1995年12月17日 - 1997年5月31日：MBS劇場（大阪初演）
- 1997年7月15日 - 1998年5月16日：福岡シティ劇場（福岡初演）
- 1998年4月28日 - 12月29日：名古屋ミュージカル劇場（名古屋初演）
- 1998年7月8日 - 1999年1月17日：札幌JRシアター（札幌初演）
- 2003年6月1日 - 2005年4月9日：京都劇場（京都初演）
- 2005年5月8日 - 2006年1月22日：福岡シティ劇場（福岡再演）
- 2008年2月17日 - 6月8日：ALSOKホール（広島初演）
- 2008年7月6日 - 9月14日：静岡市民文化会館（静岡初演）
- 2008年10月11日 - 2009年1月25日：東京エレクトロンホール宮城（仙台初演）
- 2009年4月23日 - 2010年5月9日：京都劇場（京都再演）
- 2010年7月11日 - 2013年1月27日：四季劇場［夏］（東京再演）
- 2013年3月3日 - 11月10日：北海道四季劇場（札幌再演）
- 2014年1月12日 - 2015年2月22日：新名古屋ミュージカル劇場（名古屋再演）
- 2015年4月12日 - 7月5日：上野学園ホール（広島再演）
- 2015年8月2日 - 9月27日：静岡市民文化会館 大ホール（静岡再演）
- 2015年10月25日 - 2016年1月17日：東京エレクトロンホール宮城（仙台再演）
- 2016年3月13日 - 8月28日：キャナルシティ劇場（福岡3回目）
- 2016年11月12日 - 2017年5月21日 - 京都劇場（京都3回目）
- 2022年10月23日 - 2026年3月15日千秋楽予定：舞浜アンフィシアター（千葉初演）[24]

## ジュニア版
ミュージック・シアター・インターナショナルは中学・高校演劇のための「ジュニア版」を出版した。『Belle 』、『Belle (Reprise) 』、『Home 』、『Home (Tag) 』、『Gaston 』、『Gaston (Reprise) 』、『Be Our Guest 』、『Something There 』、『Human Again 』、『Beauty and the Beast 』、『The Mob Song 』、『Home (Reprise) 』、『Beauty and the Beast (Reprise) 』など限られた曲のみが使用されている。『Belle (Reprise) 』はベルが全部を歌うのではなく、曲の最初の部分をシリー・ガールズが歌うようにアレンジされている。『Something There 』はタンス夫人とバベットも歌う。

## 受賞歴

### オリジナル・ブロードウェイ・プロダクション
| 1994 | トニー賞                 |                                                            |                                                                              |            |
| 1994 | トニー賞                 | ミュージカル作品賞                                         | ミュージカル作品賞                                                           | ノミネート |
| 1994 | トニー賞                 | ミュージカル脚本賞                                         | リンダ・ウールヴァートン                                                     | ノミネート |
| 1994 | トニー賞                 | 作曲賞                                                     | アラン・メンケン、ハワード・アッシュマン、ティム・ライス、リンダ・トンプソン | ノミネート |
| 1994 | トニー賞                 | ミュージカル主演男優賞                                     | テレンス・マン                                                               | ノミネート |
| 1994 | トニー賞                 | ミュージカル主演女優賞                                     | スーザン・イーガン                                                           | ノミネート |
| 1994 | トニー賞                 | ミュージカル助演男優賞                                     | ゲイリー・ビーチ                                                             | ノミネート |
| 1994 | トニー賞                 | ミュージカル演出賞                                         | ロバート・ジェス・ロス                                                       | ノミネート |
| 1994 | トニー賞                 | 衣裳デザイン賞                                             | アン・ホールド・ウォード                                                     | 受賞       |
| 1994 | トニー賞                 | 照明デザイン賞                                             | ナターシャ・カッツ                                                           | ノミネート |
| 1994 | ドラマ・デスク・アワード |                                                            |                                                                              |            |
| 1994 | ミュージカル作品賞       | ミュージカル作品賞                                         | ノミネート                                                                   |            |
| 1994 | ミュージカル男優賞       | テレンス・マン                                             | ノミネート                                                                   |            |
| 1994 | ミュージカル女優賞       | スーザン・イーガン                                         | ノミネート                                                                   |            |
| 1994 | ミュージカル助演男優賞   | バーク・モーゼズ                                           | ノミネート                                                                   |            |
| 1994 | 振付賞                   | マット・ウエスト                                           | ノミネート                                                                   |            |
| 1994 | 編曲賞                   | ダニー・トルーブ                                           | ノミネート                                                                   |            |
| 1994 | 作詞賞                   | ハワード・アッシュマン、ティム・ライス、リンダ・トンプソン | ノミネート                                                                   |            |
| 1994 | 作曲賞                   | アラン・メンケン                                           | ノミネート                                                                   |            |
| 1994 | 音響デザイン賞           | T・リチャード・フィッツジェラルド                          | ノミネート                                                                   |            |
| 1994 | 特殊効果賞               | ジム・スタインマイヤー、ジョン・ゴウアン                   | ノミネート                                                                   |            |

### オリジナル・ロンドン・プロダクション
| 年   | 賞                       | 部門               | ノミネート               | 結果       |
| ---- | ------------------------ | ------------------ | ------------------------ | ---------- |
| 1998 | ローレンス・オリヴィエ賞 | 新作ミュージカル賞 | 新作ミュージカル賞       | 受賞       |
| 1998 | ローレンス・オリヴィエ賞 | 振付賞             | マット・ウエスト         | ノミネート |
| 1998 | ローレンス・オリヴィエ賞 | 衣裳デザイン賞     | アン・ホールド・ウォード | ノミネート |